# Aristotheros
Aristotheros war ein antiker griechischer Mathematiker. Er lebte von Ende des 4. bis Anfang des 3. Jahrhunderts v. Chr.
Aristotheros gehörte zu den Lehrern des Dichters und Astronomen Aratos von Soloi. Sein Zeitgenosse Autolykos von Pitane verfasste gegen Aristotheros eine Streitschrift über die Planetenbahnen.